# Bunga Melati 5
Die Bunga Melati 5 ist ein mittlerweile als Melati 5 betriebener Produkten- und Chemikalientanker.

## Geschichte
Das Schiff wurde 1999 unter der Baunummer 1137 auf der Werft Hyundai Heavy Industries gebaut. Die Kiellegung fand am 24. Februar, der Stapellauf am 29. Mai 1999 statt. Die Fertigstellung erfolgte am 30. September 1999. Das Schiff kam unter der Flagge Malaysias für die Reederei Malaysia International Shipping Corporation (MISC) in Fahrt. Ende 2013 wurde das Schiff verkauft und in Melati 5 umbenannt. 2014 kam es unter die Flagge Hongkongs.

### Piratenangriff im August 2008
Das Schiff wurde am 29. August 2008 im Golf von Aden von somalischen Piraten überfallen und gekapert. Das Schiff befand sich mit rund 30.000 t petrochemischen Produkten auf der Fahrt von Yanbu in Saudi-Arabien nach Singapur. An Bord waren 41 Besatzungsmitglieder, 36 Seeleute aus Malaysia und fünf von den Philippinen. Marineeinheiten, die sich zum Schutz der Handelsschifffahrt im Seegebiet aufhielten, konnten den Überfall nicht verhindern. Das Schiff war bereits der zweite Tanker der Reederei MISC, der innerhalb kurzer Zeit gekapert worden war, nachdem die Bunga Melati Dua am 19. August in die Gewalt von somalischen Piraten geraten war. Infolge der Kaperung der Bunga Melati Dua waren von der Reederei MISC die Sicherheitsvorkehrungen an Bord ihrer durch den Golf von Aden fahrenden Schiffe erhöht worden. Dies konnte die erneute Kaperung eines Tankers der Reederei aber nicht verhindern.
Schiff und Besatzung wurden am 27. September 2008 gegen eine Lösegeldzahlung freigelassen. Über die Höhe der Lösegeldzahlung gibt es unterschiedliche Angaben.
Das Schiff lief nach der Freilassung Dschibuti an. Hier wurde die Besatzung abgelöst. Die abgelösten Seeleute wurden nach Subang Jaya geflogen, wo sie am 4. Oktober 2008 ankamen.

#### Folgen der Kaperung
MISC ließ nach der Kaperung der Bunga Melati 5 ihre Schiffe vorerst nicht mehr durch den Golf von Aden fahren.
Malaysia startete als Folge der Entführung der Bunga Melati Dua und der Bunga Melati 5 die Marineoperation „Operation Fajar“ und entsandte zum Schutz malaysischer Handelsschiffe und zur Unterstützung der internationalen Marineoperation gegen die Piraterie vor der Küste Somalias mehrere Kriegsschiffe in den Golf von Aden. Die Reederei MISC ließ ihre Schiffe daraufhin wieder durch den Golf von Aden fahren.

## Technische Daten
Das Schiff wird von einem von Hyundai Heavy Industries in Lizenz gebauten MAN-Dieselmotor mit 7066 kW Leistung angetrieben. Der Zweitakt-Sechszylindermotor wirkt auf einen Festpropeller. Das Schiff erreicht eine Geschwindigkeit von 14,5 kn.
Für die Stromerzeugung stehen drei Dieselgeneratoren mit jeweils 1000 kW Leistung (1250 kVA Scheinleistung) zur Verfügung. Weiterhin wurde ein Notgenerator mit 99 kW Leistung (124 kVA Scheinleistung) verbaut.
Das Schiff verfügt über 34 Ladungstanks, die zusammen 35.635,6 m³ fassen. Die Manifolds für den Ladungsumschlag befinden sich in etwa im Mittschiffsbereich. Das Schiff ist mit einem Kran für die Schlauchübernahme ausgerüstet. Der Kran kann beide Manifolds bedienen. Decksaufbauten und Maschinenraum befinden sich im hinteren Bereich des Schiffes.